# Liste der Monuments historiques in Juvrecourt
Die Liste der Monuments historiques in Juvrecourt führt die Monuments historiques in der französischen Gemeinde Juvrecourt auf.

## Liste der Objekte
| Bezeichnung | Beschreibung                                               | Standort                       | Kennzeichnung | Schutzstatus | Datum | Bild |
| ----------- | ---------------------------------------------------------- | ------------------------------ | ------------- | ------------ | ----- | ---- |
| Pietà       | Holz, um 1510, einem Riemenschneider-Schüler zugeschrieben | in der Kirche Ste-Croix (Lage) | PM54000311    | Classé       | 1977  |      |